# Terenuthis
Terenuthis war eine antike Stadt im westlichen Rand des Nildeltas, etwa 70 km nordwestlich von Kairo in Ägypten, im Bereich des heutigen Dorfes Tarraneh. Der ehemalige Ort ist nach der Göttin Renenutet, griechisch Termuthis benannt, existierte aber schon in pharaonischer Zeit.

## Geschichte
Es gibt Reste aus dem Mittleren Reich. Die Ruinen der Stadt befinden sich beim kleinen Dorf Kom Abou Billo. Hier fand sich eine umfangreiche Nekropole und Reste eines ptolemäischen Tempels, der von Ptolemaios I. erbaut und Ptolemaios II. vollendet wurde. Er war der Hathor-Termuthis geweiht und ist heute weitestgehend zerstört. Der ägyptische Name der Stadt war vielleicht „Per-Hathor-nebet-mefkat“ (Haus der Hathor, Herrin des Türkises). Der Ort erlangte in der römischen Kaiserzeit zu einiger Bedeutung. Es war ein Umschlagsort für Natron und Salze aus dem im Westen gelegenen Wadi Natrun.
In der Archäologie ist der Ort durch seine zahlreichen Grabstelen in einem ägyptisch-hellenistischen Mischstil bekannt. Ein Großteil dieser Stelen stammt aus dem Kunsthandel, so dass es Zweifel am Herkunftsort gibt. Die Stelen zeigen in flachem, erhabenen oder versenkten Relief den Toten auf einem Bett liegend, mit erhobene Oberkörper. In der rechten Hand hält er oftmals eine Schale. Das Gesicht ist frontal wiedergegeben. Kleidung und Haartracht sind griechisch. Einzelne Elemente, wie die Darstellung des schakalgestaltigen Gottes Anubis neben dem Toten, sind der ägyptischen Vorstellungswelt entlehnt. Auch die Technik des versenkten Reliefs ist ägyptischen Ursprungs.
Ausgrabungen haben gezeigt, dass die Stelen von Grabbauten stammen, bei denen es sich um flache, rechteckige Bauten handelte. Das Dach war meist gewölbt. Sie waren aus Lehmziegeln errichtet und mit den Stelen, aber auch mit Malereien dekoriert. Die Grabbauten waren massiv.
In christlicher Zeit wurde der Ort Bischofssitz. Heute ist Terenuthis der Sitz eines Titularbischofs. Johannes Moschos soll sich dort aufgehalten haben.